# 한국폴리텍대학 영남융합기술캠퍼스
한국폴리텍대학 영남융합기술캠퍼스는 대한민국에서 설립 운영하고 있는 대한민국 내 유일의 섬유패션분야 특성화 대학으로 지식집약화 첨단 섬유, 패션산업의 인프라 구축을 위하여 창의적이고 실용적인 신지식 전문인을 양성하는 국책대학이다. 대구광역시 동구 팔공로 222에 있다.

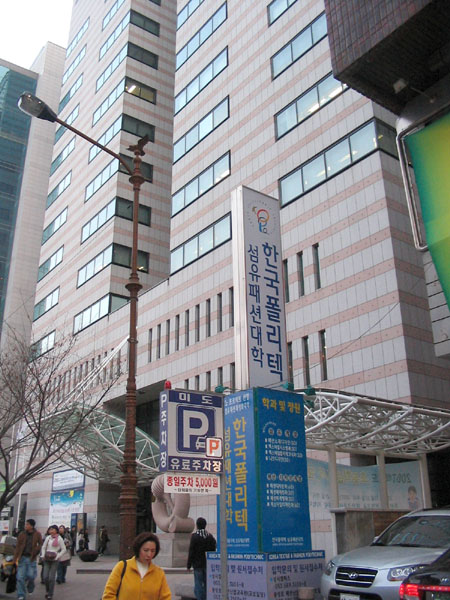
동성로에 있는 패션산업교육원(현재는 봉무동으로 이전)

## 연혁
- 1997년 1월 3일 섬유기능대학 인가
- 1997년 3월 5일 제1회 산업학사 학위과정 입학
- 1999년 2월 제1회 산업학사 학위과정 졸업
- 2000년 12월 15일 섬유패션기능대학으로 명칭변경
- 2006년 3월 2일 한국폴리텍섬유패션대학으로 명칭변경
- 2007년 학과 이관(인터넷미디어과 Ⅵ대학 이관)
- 2010년 3월 2일 모집정원 6개학과 210명
- 2011년 1월 대구광역시 동구 봉무동 이시아폴리스내로 신축 이전
- 2020년 3월 1일 직제변경(특성화대학 → Ⅵ대학 이관), 영남융합기술캠퍼스로 명칭변경
- 2024년 2월 7일 제26회 학위수여식

## 개설학과
- 패션디자인과: 패션산업계에서 요구하는 패션디자이너로서의 전문적인 지식과 디자인 감각 및 테크닉을 습득하여 실무 능력이 우수한 디자이너 및 패션업계 전문인 양성.
- 니트디자인과: 패션소재 및 니트제작 기술을 이해하고, 각종 편사를 사용하여 미적 감각을 가진 니트 제품을 기획, 디자인, 제작, 생산관리할 수 있는 전문인 양성.
- 패션메이킹과: 패션산업현장에서 실제적으로 활용할 수 있으며 다양한 소비자의 욕구에 부응할 수 있는 과학적이고 경제적인 의복생산을 위하여 의복디자인, 패턴제작, 봉제 등 의복생산에 필요한 기본적 지식과 전문적 생산기술 및 관리능력을 겸비한 전문인 양성.
- 패션마케팅과: 패션환경에 대한 이해를 바탕으로 패션기업의 상품기획, 영업기획, 판매촉진 및 효율적인 매장 관리등의 업무를 수행할 수 있는 패션마케팅의 전문적인 지식과 기술, 비즈니스 감각을 겸비한 전문인 양성.
- 텍스타일디자인과: 창의적인 조형 감각과 예술적인 표현능력을 직물의 표면에 여러 가지 문양과 색채를 부여하여 고부가가치의 창조적인 제품을 디자인할 수 있는 전문인 양성.
- 패브릭디자인과: 의복의 패션 경향과 용도에 적합한 패션소재를 기획하고 디자인할 수 있도록 하기 위하여 패션 경향 분석, 패션소재의 디자인, 공정 관리 및 성능 시험, 염색 등의 패션 소재 설계 능력을 가진 전문인 양성.